# Вишнёвое (Каховский район)
Вишнёвое (укр. Вишневе) — село в Верхнерогачикской поселковой общине Каховского района Херсонской области Украины.
Население по переписи 2001 года составляло 133 человека. Почтовый индекс — 74405. Телефонный код — 5545. Код КОАТУУ — 6521555101.

## Местный совет
74400, Херсонская обл., Верхнерогачикский р-н, пгт Верхний Рогачик, ул. Юбилейная, 52